# HMS Vindictive (1918)
Pour les autres navires du même nom, voir HMS Vindictive.
Le HMS Vindictive est un navire de guerre construit pour la Royal Navy pendant la Première Guerre mondiale. Initialement prévu sous le nom de Cavendish en tant que croiseur lourd de la classe Hawkins, il est converti en porte-avions durant sa construction et rebaptisé Vindictive en 1918.

## Historique
Le nouveau bâtiment est achevé quelques semaines avant la fin de la Grande Guerre et ne participe donc à aucun combat au sein de la Grand Fleet. L'année suivante, il participe à la campagne britannique dans la Baltique contre les bolcheviks, au cours duquel ses avions effectuent de nombreuses attaques contre la base navale de Kronstadt. Le Vindictive retourne au Royaume-Uni à la fin de l'année et est placé en réserve pendant plusieurs années avant que ses postes de pilotage ne soient supprimés en vue d'une reconversion en croiseur. Le navire conserve son hangar et effectue des essais avec une catapulte, rejoignant le poste de commandement de Chine en 1926. Un an après son retour en 1928, il est de nouveau placé en réserve.
Le Vindictive est démilitarisé et transformé en navire d’entraînement en 1936-1937. Au début de la Seconde Guerre mondiale, il est converti en navire de réparation. Cependant, au début de 1940, ses missions consistent à transporter des troupes pendant la campagne de Norvège. Il rejoint ensuite l'Atlantique Sud puis la Méditerranée à la fin de 1942 pour soutenir les navires britanniques opérant dans la zone. Le Vindictive retourne dans le Commonwealth en 1944 et est endommagé par une torpille allemande au large des côtes de Normandie après l'invasion de la France par les Alliés. De nouveau placé en réserve après la guerre, le navire est vendu pour démolition en 1946.